# サムライソルジャー
『サムライソルジャー』は、山本隆一郎による日本の青年漫画作品。『週刊ヤングジャンプ』（集英社）、2008年13号から2014年17号まで連載された。単行本は全27巻。東京の渋谷を主な舞台とし、「渋谷ギャングスタ叙事詩」と銘が打たれたヤンキー漫画である。
『月刊ヤングジャンプ』2009年4月14日号に本作のキャラクターをメインに据えた『吉田薫外伝』が掲載された。

## ストーリー
若さと欲望が渦巻く街、東京・渋谷。数々の不良集団が乱立する中、最強の不良集団「ZERO」の頭「桐生達也」によって、渋谷はかろうじて均衡状態が保たれていた。
物語は元「ZERO」のメンバーで、「渋谷の凶竜」と恐れられていた主人公「藤村新太郎」が渋谷に帰ってきた所から始まる。同じチームの仲間だった「雫（しずく）」の仇を討ったことにより、長野の少年院へ留置されていた藤村だが、渋谷へ戻ってきてからは心機一転、花屋で真面目に働き更生していた。
そんな中、桐生が突如、渋谷統一を宣言したことにより抗争が勃発。渋谷統一を目指す「ZERO」と、敵対するチーム。そして、桐生の暴走を止めようとする藤村。暴力と意地が激しく交錯する不良たちの渋谷ギャングスタ抗争が幕を開ける。

## 登場人物

### ギャング

#### 渋谷
藤村新太郎（ふじむら しんたろう）
物語の主人公。6月30日生まれの20歳。長身で体格に優れ、金髪のオールバックヘアー。左肩にユニコーンのタトゥーを入れている。かつて桐生と共に「ZERO」を結成したが諸事情により既に脱退している。
「ZERO」にいた頃は「渋谷の凶竜」の異名を取り、その圧倒的なパワーから繰り出す野性的な喧嘩のスタイルにより今までに100人以上の不良たちを拳一つで倒してきたと言われ、「小学生の時に高校生の不良を渋谷交差点で土下座させた」「中学生の時にチンピラを全裸でセンター街を走らせた」など数々の伝説を持つ。その実力は鬼丸と共に、不良の格では渋谷最強と謳われる。十二鬼衆の中で唯一桐生を超え得るレベルとも言われ、かつて戦った「カオス」のNo.2黒澤にも「こいつだけはマジで強かった」と言わしめるほど。
その一方で喧嘩嫌いを自称。喧嘩で得られる強さや名声などに関心が無く、むしろ喧嘩から得る物に価値を見出していない。事実、「カオス」を壊滅させた後は英雄やカリスマなどと持てはやされる桐生や「ZERO」のメンバーに対して嫌悪感を抱いていた。
また「一度ツルんだ奴は死ぬまでダチ」という台詞のように仲間思いな性格で、江田との和解や渋谷連合の柿沢への仕打ちに対する連合への怒りなどから見て取れる。反面不器用かつ数多くの人物に「他人のためにしか動けない」と言われるように純粋で根が不良であるが故にナメられるのは嫌いであり、対話より喧嘩で事を解決させることの方が多い。
このように不器用で人付き合いが苦手であるため、渋谷の英雄でありながら「ZERO」時代から人当たりの良い桐生とは対照的に一般人にも恐れられていた。
「ZERO」のメンバーであり親友でもあった澤野雫を死に至らしめた薬の売人を半殺しにし長野の少年院から帰ってきた後、しばらくは花屋で真面目に働いていたが渋谷の抗争を止めるために花屋を辞め、初代「藤村新太郎」の看板を立ち上げ桐生を止めるために動いている。美玉中で反「ZERO」組織として巨大化した「渋谷連合」の頭・鮫島とタイマンをはって引き分けに持ち込み、続いて「渋谷連合」を吸収し「バビロン」へ攻撃を仕掛けようとした「ZERO」総勢130人を相手に一人で立ち向かい、40人近くを打ち負かすなど「ZERO」に大きなダメージを与える。その後「バビロン」との抗争に終止符を打つため、抗争終了後は「ZERO」は解散、渋谷統一も無しにすることを条件に一時的に桐生と手を組む。「バビロン」の侵攻が始まると「藤村新太郎」のメンバーに「ZERO」への協力を頼み、自身は乾の行方を聞き出すため単身鬼丸を捜索。「バビロン」のたまり場スナック「花」で遭遇したバビロンのメンバーに命じ、鬼丸を呼び出す。右足を負傷しているにもかかわらず、互角以上の喧嘩を繰り広げ、最終的には鬼丸を撤退させることに成功する。鬼丸との喧嘩について「ZERO」のメンバーに伝えないまま入院。
3週間後に無事退院。鮫島から「ZERO」の現状を聞き、「藤村新太郎」を解散し渋谷を去ることを決意。しかし長野行きの新幹線に乗り込む直前に、桐生が狙撃されたとの知らせを受け、長野行きを撤回。犯人探しに奔走する。地道な聞き込み活動を続け、桐生狙撃の黒幕が武藤であることを突き止める。
厭根組代理戦争では武藤が渋谷側の大将・黒澤を圧倒した後現れ、一連の騒動の元凶である武藤と直接対決を行い、死闘の末敗北。その場に集まった不良たちに不良としての未来を語った後、土熊を殺害した池永の罪を被り逮捕される。出所後、桐生からの手紙を頼りに、桐生が働く山梨へ向かうシーンで物語は終了する。
渋谷十二鬼衆の一人で、喧嘩の中で重要な殺気、パワー、スピード、打たれ強さ、喧嘩センスの中で喧嘩センス以外のすべてがトップクラス。
桐生達也（きりゅう たつや）
「ZERO」の頭。金髪の優男風で、左肩に藤村と同じユニコーンのタトゥーが入っている。両親に捨てられ孤児院で育ったため自分の誕生日を知らない。
細胞の一つ一つに戦闘のための目を持つと言われる奇跡的とも賞賛される喧嘩のセンスを持ち、「生ける伝説（リビング・レジェンド）」「喧嘩の神様」と称される不良界のカリスマ。かつて藤村と二人で「ZERO」を結成した。そして渋谷最大のチームであった「カオス」を壊滅させ名実共に渋谷の英雄となる。これらの経緯により宿敵である「バビロン」の鬼丸仁には「光に愛でられる人間」と評される。
渋谷のカリスマと持てはやされても気取ることなく、陽気で明るく人当たりの良い性格から、藤村と対照的に自然と周りに人が集まっていた。また、藤村が住み込みで働く花屋の息子のトオルを、見ず知らずにもかかわらず電車に轢かれそうだった所に現れて助けるなど正義感溢れる性格をしている。普段は温和で不良とは思えない優しそうなイメージだが喧嘩などの際になると豹変し、非常に凶暴な顔を見せる。
大人嫌いとして有名であり、特にヤクザを嫌う。しかしヤクザの武藤と密会している所を江田や吉田に目撃されており、何らかの思惑を抱き動いている。「渋谷のチームをモノにして渋谷の王になる」という抗争の引き金となる宣言をした後に姿を消す。
「ZERO」が「渋谷連合」を吸収した直後、チームに帰還。乾らに「バビロン」制圧を命じ、自身は「藤村新太郎」を攻撃するも共に失敗。翌日行方不明になった乾を探すため、藤村の協力を取り付ける。時を同じくして「バビロン」と池袋勢の渋谷侵攻が始まり、5箇所の迎撃ポイントを設置して徹底抗戦の指示を出す。武藤に池袋との喧嘩を禁じられ、渋谷のホテルに軟禁されていたため、自身は抗争に参戦せずに終わった。
5ポイント決戦の1週間後、「ZERO」のメンバーをハチ公前に招集し、自警団として渋谷を取り締まっていくことを宣言。「ZERO」のメンバー100人以上から絶大な支持と信頼を勝ち取る。厭根組の若頭補佐、武藤の後援を受けているが、武藤の支配下に置かれることを嫌い、武藤と対立関係にある土熊とも接触。三代目組長との会談の直前に、武藤の仕向けた山田に狙撃され、昏睡状態に陥り、一時は医師に意識を取り戻しても元通りの生活は望めないと宣告されていた。
厭根組代理戦争には参加できなかったが、藤村の出所時には松葉杖なしで歩けるほどに回復した。騒動後は渋谷を離れ山梨のペンションで住み込みで働いており、藤村にメンバーの現状と、自身と共に山梨で働く誘いを手紙で伝えている。
渋谷十二鬼衆の一人で、喧嘩の中で重要な殺気、パワー、スピード、打たれ強さ、喧嘩センスの中で喧嘩センスがずば抜けており、その他の点で勝る藤村とも互角以上に喧嘩が強い。
乾健司（いぬい けんじ）
「ZERO」のメンバー。金髪のリーゼント（後にサイドを刈る）で左肩にタトゥーを彫っている他、左目尻に傷がある。立場的には「ZERO」のNo.2であり、桐生不在時は先頭に立ちチームをまとめる。
目黒川中学時代は一匹狼でチームには入らず街ゆく不良に無差別で喧嘩を売って暴れていたことから「渋谷の暴狼（あばれおおかみ）」と呼ばれていた。「渋谷最強」を目指し既に名が売れていた桐生に挑むが初めて土を付けられ、5日連続のタイマンの末「ZERO」入りをする。このことから桐生には絶対服従を誓っており、江田から「桐生の番犬気取り」などと思われている。反対に藤村とは考え方などの違いにより「ZERO」で一緒だった頃から犬猿の仲。しかし藤村が渋谷を去り再び長野へ戻ろうとした際には「ZERO」メンバーと共に見送りに来ていた（照れ隠しからかメンバーの輪からは外れていた）。
桐生に5日連続でタイマンを挑み、5日目にはギリギリまで桐生を追い込む執念深さと、とにかく気合の入った喧嘩で恐れられた。また狂犬とも呼ばれるほど気性が荒く、前田に何度も制されるなど冷静さに欠ける面がある。ただ、基本的に仲間に対しては乱暴ではあるものの面倒見が良く兄貴肌な人物で、鬼丸との対決時には自身を盾にして部下を逃したり、池袋との抗争前では部下たちから気合の拳を受け取り、末端のメンバーの分も戦うことを誓うなど、「ZERO」のNo.2たる器は持っている。口癖は「ロック」で、喧嘩のスタイルを歌のジャンルで例えることが多い。自らの喧嘩スタイルを「乾拳」と称し、力の出し具合を「乾拳○倍」などと表す。烏丸・五十嵐をタイマンで圧倒し、藤村にもとどめをさすなど、作中でも多くの活躍・実績を残しており、その喧嘩の実力は桐生も「渋谷最強を渡しても悔いはない」と認めている。
「渋谷連合」の結成と桐生不在に苛立ちを募らせながらも、桐生の言いつけ通りチームをまとめていた。しかし美玉中の抗争で「渋谷連合」が撤退すると、前田と「渋谷連合」を襲撃しにいき、烏丸と戦闘。一瞬、烏丸に勝利を思わせるが圧倒的な力により勝利する。そして渋谷統一最後の敵、「バビロン」の鬼丸仁と交戦。鬼丸の驚異的な実力に圧倒されるがなんとか盛り返し、最後の反撃に全霊をかけた千倍乾拳を放とうとしたが、背後から鬼丸の側近・五十嵐にナイフで刺され、敗北。そのまま拉致されるが、とどめを刺される前に自ら海に飛び込み、生死不明となる。
その後意識不明のまま病院に収容されていたとが判明。渋谷5ポイント決戦の夜に意識を取り戻し、病院を抜け出してセンター街に向い、前田を圧倒していた悪岩を襲撃。薬物を摂取し、痛覚が麻痺している悪岩に苦戦するが、最後はチョークスリーパーを決め、悪岩を絞め落とす。大きなダメージを負ったため、戦後再び入院。
その後は回復し、厭根組代理戦争では「ZERO」側の代表として名乗りを上げる。後がない状況で三番手として参戦、格闘技を習得している相手に苦戦し右腕を折られるが、左腕一本でKO勝ちを収める。
渋谷十二鬼衆の一人で、喧嘩の中で重要な殺気、パワー、スピード、打たれ強さ、喧嘩センスの中で殺気がずば抜けている。
神波多直人（かみはた なおと）
「ZERO」のメンバー。通称「ナオト」。ハットとサングラスが特徴。
美玉中時代に鮫島と「渋谷ENVY（エンヴィ）」を作るが「カオス」との喧嘩の際に今にまで残る確執が生まれ、それが元でENVYは解散、桐生たちを頼って「ZERO」入りする。
体格こそ優れないものの桐生にも匹敵する天性の喧嘩のセンスに恵まれ、飛び蹴りやハイキック、回し蹴りなどの足技を主にしたアクロバティックな喧嘩スタイルを持つ。ENVY時代から鮫島など他の派手なメンバーの陰に隠れながらも「暗殺請負人（サイレントキラー）」の異名を取り、目立ちこそしないが相当の実力を持っており、市川が嗾けた藤村とのタイマンでは派手な喧嘩を見せ藤村に大きなダメージを与える。「永遠の二番手」として渋谷トップクラスの不良である鮫島・桐生・藤村からの信頼・期待に応え続けることに不良としての矜持を持っている。比較的温厚で冷静。常にチームと桐生のことを考えて動いていた。
「渋谷連合」が「ZERO」への攻勢を強める中、かつての盟友である鮫島と決着をつけようと単身美玉中に出向くが、市川の策略により「渋谷連合」90人に包囲される。鮫島への挑戦権をかけて、同じく「渋谷連合」を潰そうと現れた藤村とタイマンをはるが敗北。そのタイマン中に桐生に不信感を抱くようになり、美玉中の抗争後「ZERO」を抜け初代「藤村新太郎」に加入した。その後、藤村を狙う桐生に吉田と二人がかりで挑み、最終的に桐生を食い止めることに成功。
渋谷5ポイント決戦では「神南渋谷村ホール」（渋谷第2ポイント）を任される。岡崎率いる「梟」と黒澤の襲撃を受け窮地に陥いるが、助太刀に現れた鮫島と共に「梟」の兵隊を圧倒する。
厭根組代理戦争では「ZERO」の二番手として登場し、関と対戦する。圧倒的な体格差に苦戦するも執拗なローキックで応戦、関をダウンさせるが同時に自身も限界を迎え、敗北。騒動後は、ベンチャー企業に就職。
渋谷十二鬼衆の一人で、喧嘩の中で重要な殺気、パワー、スピード、打たれ強さ、喧嘩センスの中で喧嘩センスがずば抜けている。
柿沢丈太郎（かきざわ じょうたろう）
「ZERO」のメンバー。通称「ジョー」。アフロヘアーと筋肉質で大柄な体格が特徴。
柿沢自身憧れていた兄・周太郎が率いていた「キラーG」というチームにおり「日本最強の柿沢兄弟」と呼ばれていた。周太郎が「カオス」との抗争の際に交通事故で死亡しチームは解散。あらゆる喪失感から徹底的に体を鍛えあげて街で喧嘩を売り続け「渋谷破壊王」と呼ばれるまでになった。その後、桐生とタイマンして負けたことが切っ掛けで「ZERO」に入る。桐生と藤村にとって、雫以外の初めての仲間となった。
十二鬼衆の中でもNo.1と称されるパワーに頼った喧嘩を得意とし、片手で人一人軽々と持ち上げる怪力の持ち主。兄の影響でチームの看板を背負い、守ることを何よりも大切にしている。「ZERO」在籍時の藤村と最も仲が良かったメンバー。
ZEROの下に入ることを「マーダーコープ」の頭・吉田に勧告しに行くが逆に背負い投げを食らい腕を折られる。その後、桐生との対戦で腕を折られた吉田に片腕マッチでリベンジを果たすがこの頃から桐生に不信感を持つようになる。己の信念に従って、「ZERO」狩りにくる「渋谷連合」の兵隊たちを倒すがそこに現れた鮫島と戦い、怪力を武器に優勢に戦うも最後は鼻を噛み千切られて頭に血が上った所を倒され、市川の指示で袋叩きにあい入院。その後、桐生の真意を確かめるため病院を抜け出したところを「バビロン」に捕まってしまうが、烏丸に助けられる。
「目黒川病院」入院中に「バビロン」飛田の襲撃を受ける。護衛役の江田が飛田に苦戦するのを見て、その制止を振り切り戦闘に参加。飛田にベアハッグを決めて相討ちに持ち込む。
渋谷十二鬼衆の一人で、喧嘩の中で重要な殺気、パワー、スピード、打たれ強さ、喧嘩センスの中でパワーがずば抜けている。
前田良騎（まえだ りょうき）
「ZERO」のメンバー。通称「リョーキ」。イケメンで、左目尻（涙）・左首筋（リザード）・右腕の三箇所にタトゥーが彫ってある。桐生や藤村より年少。
裕福な家庭に生まれ私立中学校に通っていたが、整った顔立ちと姉妹に囲まれて育ったことで磨かれたセンスの良さが注目を集め、いじめの対象になってしまう。自殺を決意した日も壮絶ないじめを受けるが、その際現実と向き合おうと決意。危害を加えた相手全員に徹底的な報復を行う。自分の中に潜む凶暴性に気づいた後は、渋谷でギャング狩りを始め、「ギャング殺し」の異名を取るまでになる。メンバーの中では最後に「ZERO」入りをしているがその際手土産としてカラーギャングを一つ潰している。
「ZERO」の中では比較的おとなしく激高しがちな乾を度々制している。「渋谷連合」「バビロン」との抗争で次々と幹部が脱退・離脱していく中、冷静な判断力で「ZERO」を支え続ける。元々は不良ではなく、対「バビロン」戦以外での派手な戦績も乏しいので喧嘩の実力を過小評価されがちだが、その一方で、一度キレたら記憶を飛ばして相手を徹底的に痛めつける凶暴さも持ち合わせている。
乾に従って「渋谷連合」を襲撃し、鮫島とタイマンをはるが、烏丸が乾に負け戦況不利を悟った鮫島が逃走したため勝負はつかなかった。「ZERO」と藤村の喧嘩の後、乾の指示で倒れた藤村を病院に搬送したため、鬼丸との喧嘩には参加していない。
渋谷5ポイント決戦ではトップとして本隊である「クラブダウト」（渋谷第1ポイント）を任される。現れた「バビロン」の悪岩に対して狂気をむき出しにして立ち向かうも、薬物で理性を飛ばした悪岩の圧倒的な暴力に苦戦する。生還した乾が悪岩を倒したため、ポイントの防衛には成功する。
厭根組代理戦争では江田・神波多のセコンドにつく。騒動後は映画のスタントマンとなっている。
渋谷十二鬼衆の一人で、喧嘩の中で重要な殺気、パワー、スピード、打たれ強さ、喧嘩センスの中でスピードがずば抜けている。
江田昭二（えだ しょうじ）
「ZERO」のメンバー。ドレッドヘアで、よく甚平を着用している。関西弁を使う。藤村や桐生より年少。
13歳の時に大阪から上京してすぐに下馬二中を制覇。桐生にタイマンで挑んだが敗れて「ZERO」入りをする。
頭は悪いが手段を選ばない喧嘩と潰したチームの半数以上がその江田の暴走から始まることから「「ZERO」の特攻機」と呼ばれ、渋谷の不良たちから恐れられた。それは乾ですら江田と構えるのは面倒だと言わしめるほど。藤村のことを「新アニイ」と呼んで慕っていたが、内心では自分の喧嘩を手助けする藤村を快く思っていなかった。
桐生が「渋谷統一」を宣言すると、真っ先に「雪崩」を襲撃し「ZERO」の傘下に収めることに成功。しかし元「雪崩」の市川に嵌められ、「渋谷連合」結成のお膳立てをしてしまう。名誉挽回をかけて初代「藤村新太郎」を立ち上げた藤村に奇襲を仕掛けてタイマンを挑むが、その圧倒的なパワーの前に沈む。タイマン後に、藤村に「お前は俺の友達だ」と言われたことで生涯孤独だった自分に涙を流し、藤村の手助けをすることを決め、ZEROに対してスパイ紛いの行動を取る。
美玉中での戦いの中で吉田と「渋谷義勇軍」を結成して対連合との勝ち抜き戦で先鋒として烏丸と戦い、持ち前の打たれ強さで善戦するも敗北。美玉中での戦いの後、覆面喧嘩師（ZEROに在籍しているため）「エダマン」として初代「藤村新太郎」に正式加入する。
その後、「藤村新太郎」として藤村を狙う桐生と戦うも敗北。その際「見せしめ」として必要以上のダメージを与えられ、「バビロン」の侵攻が始まった際も怪我が完治していない。このため渋谷5ポイント決戦では、渋谷区外である柿沢が入院中の「目黒川病院」（渋谷第5ポイント）を任される。「バビロン」飛田の襲撃を受けるが、負傷しているため圧倒されてしまう。
厭根組代理戦争では「ZERO」の一番手として参加。対戦相手の蜂谷のスピードとテクニックの前に敗れる。
渋谷十二鬼衆の一人で、喧嘩の中で重要な殺気、パワー、スピード、打たれ強さ、喧嘩センスの中で打たれ強さがずば抜けている。
池永（いけなが）
「ZERO」のメンバー。チームの下っ端であり喧嘩も強くないが、桐生に対する思いは誰よりも強い。桐生を見舞いに行った際に出会った武藤に、桐生に対する思いを付け込まれ銃を渡される。土熊を殺害するも、藤村がすべての罪を被ったため罪には問われなかった。
吉田薫（よしだ かおる）
「マーダーコープ」の頭。通称「ヨッシー」。坊主頭に出っ歯で眼鏡をかけており、体格は柿沢にも劣らぬほどガッチリとしている。
「渋谷柔道王」の異名を取り、柔道二段の猛者で中学時代は区の大会で優勝するほどの腕前を持っている。将来的にはオリンピックも狙えると言われるほどの実力者だったが、膝の怪我で柔道を辞める。その後、渋谷に流れ着いて「マーダーコープ」を結成。旗揚げ初日にセンター街で大暴れした。
桐生には「新太郎同様に半分正義感で出来ているような稀な不良」と称されており、「マーダーコープ」のメンバーにも非常に信頼されている。とはいえ生真面目ではなく乗りのよい性格をしており、キャバクラ通いなどもしている（アゲハ系の女性（キャバクラ嬢）が好みであるため）。
柿沢との2度目のタイマンに敗れて、負けた条件を呑み「マーダーコープ」のメンバーに「ZERO」入りを促し引退した。しかし、廃工場で藤村がピンチの場面に不良ではなく「渋谷のカリスマ通行人」として現れたり、藤村を同居させて世話をする他、度々傍に居てアドバイスを送るなど何かと藤村には協力的な姿勢を見せている。また美玉中での戦いに江田と共に現れ「渋谷義勇軍」を名乗って加勢を行い、江田との戦いで疲労困憊となった烏丸を一瞬で葬り、続けて寺とも壮絶な殴り合いの末に倒している。不良を引退した自分を再び熱くさせてくれた藤村に感謝の念を抱いており、江田と同じく美玉中での戦いの後、初代「藤村新太郎」に正式加入。「ZERO」との喧嘩では、神波多と二人がかりで桐生を倒す。
渋谷5ポイント決戦では「明治通り公園」（渋谷第3ポイント）を任される。「乱乱」の北と「ロリータ」の椿の襲撃を受け苦戦するが、元「マーダーコープ」のメンバーからの激励に奮い立ち、北・椿を一人で倒し、ポイント防衛に成功する。
厭根組代理戦争では前田とともに、第一・第二試合のセコンドを務める。騒動後は大検を取得し教師の道に進み、小学生に柔道を教えている。
渋谷十二鬼衆の一人で、喧嘩の中で重要な殺気、パワー、スピード、打たれ強さ、喧嘩センスの中で殺気がずば抜けている。
ヤスユキ
「マーダーコープ」のNo.2。
吉田を信頼しており「マーダーコープ」が「ZERO」に下った後でも吉田への敬意は忘れておらず、乾が「ZERO」を動かし吉田と藤村に攻撃を仕掛けようとした際には「マーダーコープ」全員と共に拒否している。
渋谷連合による「ZERO」狩りにあうが、「バビロン」との抗争時には復帰。再び吉田の下で戦えることを喜んでいた。吉田を狙って執拗に攻撃してくる池袋勢に対し、率先して体をはり、「ZERO」の勝利に貢献する。
九条優（くじょう まさる）
白をチームカラーにしたカラーギャング「雪崩（ナダレ）」の頭。
かつてはチームの頭として市川を従え、トオル相手に幅を利かせていたが渋谷に戻ってきた藤村に簡単に屈服したように強い者には弱い典型的な小物。
桐生に渋谷統一の命令を受け、他のチームが勧告を無視する中「ZERO」の傘下に下ることをあっさり決意する。だがそのことに不満を持った市川に引導を渡される。
市川佑介（いちかわ ゆうすけ）
「ナダレ」のNo.2。白髪と顔面に開けられた多数のピアス、左肩の入れ墨が特徴。それ故に「シラガ（白髪）」とあだ名される。
幼少の頃は体がひ弱で喧嘩が弱かった事にコンプレックスを感じ、男の強さを求めるようになる。かつては桐生率いる「ZERO」に憧れていたこともあるが力不足により弱小チームの「ナダレ」に入ることしかできず、自分に不満を持っていた（もっとも、「ナダレ」に対する想いは強かったようである）。
作中のコメディリリーフであり、「口が達者な雑魚」というイメージを持たれがちだが、地元の多摩では名の売れた不良であり、「ZERO」の軍門に下ろうとしたナダレのメンバー３人を同時に気絶させていたり、自身を軽視した「ZERO」の末端メンバーをボディーブロー一発でダウンさせるなど喧嘩ができないわけではない。
「ZERO」の傘下要求を呑もうとした九条に反旗を翻し、打倒「ZERO」を誓って「本当の仲間」を得るも江田の特攻で夢は無残に砕け散り、江田や「ZERO」に大きな恨みを持つ。「ナダレ」を一人脱退した後は「ZERO」に復讐を果たすため「渋谷連合」結成の話を「紅蓮」「神南警備隊」「バトルアックス」の頭に持ち掛け、結果的に鮫島に取り付くことに成功した。しかし、上昇志向が強く、連合において鮫島の飼い犬に甘んじているものの幹部の烏丸や寺に対して強気に出たり、柿沢や神波多と言った十二鬼衆が相手でも優位を盾に調子に乗る他、鮫島に対しても強硬姿勢を主張。時には鮫島を差し置いて勝手に兵隊を動かすなど虎視眈々と渋谷の頭になろうと目論んでいる模様。
鮫島の下についた後は、よく鮫島の態度に反発して度々物言いを入れるがその度に痛い目に遭い、「間違えた」と言って謝る姿が見られた。だが、「渋谷連合」が「ZERO」に襲撃され鮫島と共に敗走した場面以降、鮫島との間に多少の信頼関係が芽生えた様子が見られる。過去の回想シーンから、鮫島と神波多の「渋谷ENVY」に憧れていた模様。
渋谷5ポイント決戦の際は鮫島に従って、神南渋谷村ホールを訪れる。元「渋谷ENVY」の鮫島と神波多の活躍に触発され、池袋勢相手に火炎瓶攻撃を仕掛ける。
代理戦争では劣勢の鮫島に檄を飛ばし続け、鮫島の勝利に貢献し、感謝の言葉をかけられる。
鮫島正平（さめしま しょうへい）
「紅蓮」の4代目頭。黒髪のリーゼントでスカジャンを愛用しており、右頬に大きな傷がある。酒好きで片手にはよく酒瓶が握られている。
美玉中時代に神波多ナオトと「渋谷ENVY」を結成。半端の無い凄まじい喧嘩でその名を馳せたが「カオス」との戦いの際に鮫島の子を妊娠した博美を死なせてしまい、全てを知りながらも自分に何も話さず行動していた神波多に復讐を誓ってENVYは解散。その後15歳の時に歴代最年少で「紅蓮」の4代目頭となって走り屋だった紅蓮を屈指の武闘派に育て上げる。
豪放磊落なカリスマ性を持ち「反逆の寵児」と呼ばれている他、チームを持っても孤高を貫き、修羅場を潜り抜けてきたという喧嘩は他を寄せ付けない圧倒的な殺気を放っている。
市川が持ちかけた連合の話を当初は拒絶するが、市川が江田を拉致し品川の廃工場に3チームと「ZERO」が集結すると、「渋谷連合」の結成を宣言。連合の頭を決める喧嘩で寺、烏丸と三つ巴の死闘を制して「渋谷連合」の初代頭となる。「ZERO」狩りの指示を出し、自身も柿沢をタイマンで破るなど、「ZERO」を苦境に陥れる。しかし美玉中での戦いで吉田や藤村の言葉で戦う姿勢に迷いが生まれ、動揺したまま藤村に打ちのめされる。その後、乾、前田率いる「ZERO」の襲撃で、烏丸が乾に敗れ「渋谷連合」は脆くも崩れ去る。市川と紅蓮のメンバー数人を逃がし「鮫島正平はまだおわりじゃねぇ」と言い残してその場を後にした。「渋谷連合」解散後は以前のいきすぎたやり方を反省し、半殺しにされた柿沢の元へ市川の代わりに謝罪しに行く。
渋谷5ポイント決戦の際には、「梟」と黒澤の襲撃で絶体絶命に陥った神波多の前に現れ、一時的に「渋谷ENVY」を復活させ神波多と共闘。岡崎とタイマンをはる。頭突き勝負で善戦するが、最後は鮫島の気迫に圧された岡崎の不意打ちの一発で沈む。
渋谷勢の勝利に貢献したが、5ポイント決戦後も「ZERO」には加入していない。退院した藤村と接触し、渋谷の情勢を伝える。
厭根組代理戦争では「ZERO」側の代表として参戦する。4番手として同じ中学出身の「カオスの守護神」神堂園と対決、劣勢となるも市川からの檄で立ち上がり、逆転勝利を収める。
渋谷十二鬼衆の一人で、喧嘩の中で重要な殺気、パワー、スピード、打たれ強さ、喧嘩センスの中で殺気がずば抜けている。
烏丸テツヤ（からすまる テツヤ）
「神南警備隊」の15代目頭。通称「カラス」。サイドを刈り込んだ長髪を後ろに流して束ねている。
小柄ながらキックボクシングをベースとした喧嘩の実力は本物で格闘技を思わせるような圧倒的なスピードを持つ。
幼少期は両親に言われるがまま勉強に励むが、家庭は崩壊。空虚感に苛まれる中、14代目総長と出会ったことをきっかけに「神南警備隊」に加入する。チームに貢献するため喧嘩の最前線に立つうちに「不良界のエリート」の称号を手に入れ、持ち前の明晰な頭脳と非情な決断力で伝統ある「神南警備隊」の15代目頭に登り詰めた。市川から陰で「腹黒いタヌキ」と言われるように自分の損になることは絶対にせず、おいしい所を全て持っていこうと上手く立ち回る冷静沈着な策略家。非情な性格だが、「バビロン」に半殺しにされた柿沢と拉致されたカップルを救出するなど、自分なりの挟持を持っている。
「渋谷連合」の頭を決める喧嘩では隙を突いた背後からの飛び蹴りで寺をKOするも鮫島との一騎討ちで敗れてしまった。普段はクールな性格だがその際は悔しさで拳を震わせていた。美玉中の戦いでは「渋谷義勇軍」の江田と対戦しその打たれ強さに苦戦するも最後は15代続く伝統あるチームのトップらしい百戦錬磨の実力で江田を沈めた。その後、乾、前田率いる「ZERO」の襲撃で乾と闘い一瞬勝利を確信したが、乾の一撃の前に撃沈した。乾に負けたことにより、「神南警備隊」は「ZERO」に吸収され、その支配下になった。伝統あるチームを自分の代で終わらすまいと裏で「バビロン」の兼光らと結託し、「ZERO」討伐のため「カオス」の復活を企てようとする。
渋谷5ポイント決戦では「国道沿い 桜ヶ丘駐車場」（渋谷第4ポイント）を任される。そこで兼光と対峙し、兼光に下につくことをすすめられるが、渋谷を荒らされた惨状を見て目が覚め、「バビロン」と戦闘を開始。兼光に圧倒されるが、一瞬の隙を付き兼光を押さえ込み、部下に自分共々バイクで轢かせて相打ちに持ち込み、ポイントを死守する。
騒動後は弁護士を目指し、法学科の大学院の学生となる。
渋谷十二鬼衆の一人で、喧嘩の中で重要な殺気、パワー、スピード、打たれ強さ、喧嘩センスの中でスピードがずば抜けている。
寺恵一（てら けいいち）
「バトルアックス」の2代目頭。プロレスラーのような貫禄のある体格で上半身に彫り抜かれた入れ墨が特徴。サングラスを掛けており、唇を横断するような傷がある。
「少年極道」と称され、数多くのならず者共を腕力のみで束ねてきているが、部下からの人望は厚い。喧嘩では柿沢に引けを取らないほどのパワーを誇り、反射神経も優れている。また柔道経験者であるため、吉田の柔道技を何度も封じた。
「渋谷連合」の頭を決める喧嘩ではいくら殴られても立ち上がるタフさと鮫島を一発でKO寸前に追い込むパワーを見せたが、背後から一瞬の隙をつかれた烏丸の飛び膝蹴りで倒れる。不意打ちで敗れたにもかかわらず潔く負けを認め、鮫島の下につくと認める度量の大きさを持つ。美玉中では互いに「剛」のチームスタイルを持ち人望も厚い似た者同士である吉田と歴史に残ると言われる名タイマンを見せるが、最後に吉田の一本背負をくらい惜敗する。
その後、姿を消していた「ZERO」の桐生によって、病気の母親の治療費を稼ぐために違法な薬物を渋谷で捌いていたことを暴かれる。桐生に買収され「ZERO」の下につくことを決意し、「バトルアックス」を率いて「渋谷連合」で反乱を起こす。鮫島の登場で不利な状況になるが、時同じくして乾・前田が率いる「ZERO」が現れ「渋谷連合」壊滅は達成された。「ZERO」が完勝した後は、「バトルアックス」は「ZERO」に吸収され、支配下になった。「藤村新太郎」と「ZERO」との喧嘩の際には現れた警察を止めるため、警察とやり合い拘置所に拘留される。
渋谷5ポイント決戦の夜に釈放されるが、同時に釈放された「梟」の岡崎にタイマンで敗れる。
騒動後は地元で整備工の職に就く。
渋谷十二鬼衆の一人で、喧嘩の中で重要な殺気、パワー、スピード、打たれ強さ、喧嘩センスの中でパワーがずば抜けている。
鬼丸仁（おにまる じん）
「バビロン」の初代頭。かつて「カオス」でNo.2とされた三人の一人。頭頂部から首筋にかけてタトゥーが彫られたスキンヘッドの大男。オーバーオールを着用している。
かつて渋谷を恐怖で震撼させていた巨大ギャングチーム「カオス」において中学時代から頭角を現し始め、幹部たちからも一目置かれていた逸材。後に本流とは独立した特攻隊を纏める特攻隊長として、「カオス」No.2の一人の座についていた。「カオス」壊滅後も渋谷に残り、「バビロン」を立ち上げる。自身を「闇に選ばれし人間」と称し、暴力による自力救済が認められた世界を理想としている。その一方で、「カオス」を消滅させ、正義を実現させた桐生を光に愛でられる存在であると評価し、それ故に唯一倒すことができなかった桐生を殺すのは自分以外に許されないという考えを持つ。同時に藤村に対しても特別視しており、二人とは浅からぬ因縁がある。
自身が頭を張るギャングチーム「バビロン」の幹部が評すには、「この世に鬼丸のことを理解できる人間がいない」という思想と圧倒的な強さを併せ持つ、ある種の神のような存在。猫を線路へ投げ入れようとした子供を高架下の線路へ捨て落とすなど、独自の倫理観を垣間見せる。「バビロン」のメンバーからは畏れ敬われているが、その思考や言動は常軌を逸しており、烏丸には「まるで話が通じない」、藤村にも「電波野郎」と称される。
当初は渋谷の抗争へまったく興味を示していなかったが、ヤクザと手を組み抗争を始めた桐生が殺されることを確信し、「光を葬るのは闇に選ばれた者の使命」という持論のもと、桐生との決着に動き出す。「渋谷連合」を吸収し、渋谷統一目前に迫った「ZERO」乾の襲撃を受けるが、これを撃退。元カオスのNo.2黒澤修二の提案した桐生殺害計画に合意、鬼丸親衛隊のメンバーである兼光・悪岩・飛田に兵隊を集めるよう指示を出し、「ZERO」壊滅に乗り出す。
渋谷5ポイント決戦の際は、「バビロン」の幹部と池袋勢に渋谷攻撃を、「バビロン」構成員には桐生捜索を命じる。桐生発見の報を受け、渋谷に向かい、待ち伏せていた藤村と対峙する。自分の「理想郷」を語った後、手負いの藤村を圧倒するが、隣のビルに飛び移るという藤村の奇襲攻撃の前に不覚を取り、藤村の執拗な食いつきを振り切った時点では夜が明けてしまったので、桐生殺害を諦めて撤退する。騒動後は渋谷から離れる。
渋谷十二鬼衆の一人で、喧嘩の中で重要な殺気、パワー、スピード、打たれ強さ、喧嘩センスの中で喧嘩センス以外の全てがトップクラスであり、藤村と並び称される喧嘩スタイルを持つ。
兼光英斗（かねみつ ひでと）
「バビロン」のメンバーで、鬼丸親衛隊の一人。関西弁を喋り、辮髪で斜視。元「カオス」で神堂園派の幹部だった。
入院中の柿沢の襲撃を計画するなど残忍な性格。黒澤にも「お前みたいなヤバい後輩に頭下げられたくない」と言われている。また、病院では藤村らに阻止されたが、病院を抜けた柿沢をさらに襲うというしつこさと凶悪さも持ち合わせている。喧嘩は目潰しや金的など何でもありのスタイルで「闇の殺戮マシーン」と恐れられる。親衛隊の中では比較的冷静で暴走しがちな悪岩や飛田を度々制している。
渋谷5ポイント決戦では烏丸と桜ヶ丘駐車場で対峙。かつて「カオス」復活計画を企てていた烏丸に対して多少は頭の回る男と認識しており、抗争を始めない代わりに自分の下につくことを提案。誘いを拒否した烏丸を狂気に満ちた喧嘩で圧倒するが、烏丸の捨て身の攻撃に倒れ敗走する。
悪岩アキ（わるいわ アキ）
「バビロン」のメンバーで、鬼丸親衛隊の一人。通称「アッキーナ」。黒目がちで顔の側面に大きなアザがある。年齢は渋谷十二鬼衆より一世代上で黒澤修二や柿沢周太郎、神堂園マサトらと同世代の実力者。
兼光と同じく元「カオス」神堂園派の幹部だった。「カオス」が行なっていた地下格闘技戦に危険な薬物を摂取して出場していて、対戦相手の殺害を匂わせる発言もしている。当時の渋谷ではトップクラスの評価ながら、年下の鬼丸を慕い「バビロン」に加入した変わり者。
鮫島と吉田を圧倒するほどの怪力を生かした喧嘩スタイルを持つ。穏やかな語り口調とは裏腹に、反抗的な態度などをとったものに対しては容赦はしない凶暴性を見せ、その理不尽で圧倒的な暴力は｢アッキーナ・キリング｣と呼ばれた。常に何事にも動じない堂々とした態度をとっており、「バビロン」の中で鬼丸に対し唯一タメ口で会話できる人物で、喧嘩の実力は鬼丸に次ぐ「バビロン」の二番手と称される。
中野を中心に不良狩りを行い、兼光・飛田を上回る数の兵隊を集める。渋谷5ポイント決戦ではセンター街に現れ、前田と対峙。違法な薬物を大量に摂取して理性と痛覚を麻痺させ、前田と次いで駆けつけた乾を圧倒するも、最後は乾にチョークスリーパを決められ敗北する。
飛田剣（とびた けん）
「バビロン」のメンバーで、鬼丸親衛隊の一人。通称「トビー」。サングラスとヘアバンドをつけたドレッドヘアが特徴。また、左肩にドクロと蛇のタトゥーを入れている。元「カオス」のメンバーで特攻隊出身。
兼光と悪岩がさらってきた柿沢を、既に気絶しているにもかかわらずさらに蹴り倒し頭を踏みつけるなど凶悪さが際立つ。酒好きで好戦的な性格で強姦も全く厭わない「犯罪特攻隊長」。
バビロンのたまり場スナック「花」を単身訪れた烏丸と互角の勝負を演じる。渋谷5ポイント決戦では「目黒川病院」を襲撃。出会い頭に柿沢をナイフで刺す、怪我人である江田・柿沢を容赦なく叩きのめすなど、その凶暴性を発揮するが、最後は柿沢のベアハッグをくらい敗北する。
五十嵐瞬（いがらし しゅん）
「バビロン」のメンバーで、鬼丸親衛隊の一人。モヒカン頭。ホモセクシャルととれる発言をしている。元「カオス」のメンバーで特攻隊出身。
鬼丸と常に行動を共にし、バビロンの中でも特に鬼丸に心酔している。目潰しや肩を外すなど容赦ない喧嘩スタイルで、キレるとナイフを使う。
鬼丸を襲撃してきた「ZERO」の乾を背後からナイフで刺して撃退。黒澤との会談後「ZERO」の壊滅を決意した鬼丸の指示で、新宿に向かう。
行方不明になっていた神堂園を発見し、黒澤らと合流する。

#### 池袋
黒澤修二（くろさわ しゅうじ）
「カオス」でNo.2とされた三人の一人であり、事実上のトップとされた男。武藤と共に「カオス」を立ち上げた。武藤脱退後もNo.1を名乗らず、三大派閥の一つ“黒澤派”を率いていた。上下黒のスウェット姿に長い金髪でサングラスをかけ、葉巻を吸っている。「カオス」の後輩や岡崎からは「クロサーさん」と呼ばれ、名乗る際にも使用する。鬼丸のことは優秀な後輩として「仁ちゃん」と呼ぶ。一人称は基本的に「オイラ」であるが、緊迫した場面や本音を語る場面では「俺」となる。
「殺戮のカリスマ」と称される喧嘩の強さと快楽のみを求める狡猾さを併せ持ち、吸収合併を繰り返し組織を巨大化させるなど、抜群に頭も切れる。悪と快楽のみに身を委ね続ける愚直さには鬼丸すら尊敬の念を抱き、生粋の悪ではない岡崎をも心酔させ、末端を含めれば1000人を超える巨大組織を仕切る統率力を持つなど、桐生とは対極の悪のカリスマ性を持つ（兼光曰く「話に妙な説得力があり喧嘩もハナからかなわん気がする」）。語り口は軽いが、鬼丸を以てしても真意を掴めない飄々とした性格。細身ながら喧嘩の腕も抜群で、鬼丸の至近距離からのパンチを片手で受け止めるほどの実力者。
「カオス」解散後は池袋へ拠点を移し、池袋の喧嘩自慢たちを狩りまくり、黒澤版「カオス」を築きあげている。不動産やキャバクラ経営などのビジネスでも成功を収めており、リムジンを乗り回し数百万単位の金を軽く用意するなど、大金を手にしている。あるビジネスのために桐生を殺す必要ができたと語り、渋谷へ舞い戻る。そして利害が一致する鬼丸に、桐生を殺すことへの共闘を取り付ける。池袋のチームを率いて「渋谷討伐隊」を結成し、「ZERO」の幹部に莫大な懸賞金を懸ける。渋谷5ポイント決戦では「神南渋谷村ホール」で「梟」の岡崎とともに、神波多・鮫島と対峙。岡崎を自身の後継者とするべく鮫島をはじめとする渋谷勢の殺害を岡崎に迫るも、鮫島の気迫に負けた岡崎の意思を受け入れ撤退する。
渋谷侵攻は厭根組・若頭補佐の古蛾が武藤を牽制するため、黒澤に指示したものであった。5ポイント決戦後、古蛾に呼ばれ土熊とも接触。厭根組4代目を決める代理戦争に池袋勢らを率いて参加するよう依頼され承諾。「カオス」時代の盟友・神堂園を迎えて、自身をNo.1とする「カオス」を復活させると宣言する。
代理戦争で武藤の全ての策略が明るみに出た後、過去の清算を目的に大将戦として武藤に一騎打ちを挑む。「勝てない喧嘩はしない主義」としながらも果敢に武藤に立ち向かい、「ZERO」メンバーからも声援を送られる。
北ミズキ（きた ミズキ）
池袋の恐喝チーム「乱乱（ランラン）」の頭で、池袋三羽烏の一人。痩せ形の長身で浅黒い肌をし、鼻に鼻孔拡張テープを貼りブレザーを羽織っている。渋谷十二鬼衆たちよりも下の世代の「ブクロの超新星」。
長身から繰り出す足技を得意とする喧嘩スタイル。
黒澤の指示で真っ先に渋谷へ侵攻する。「ZERO」不在の渋谷を襲撃した際は鮫島と小競り合いを起こす。その後「ZERO」本隊を襲撃し、前田・烏丸相手に善戦するが、桐生には全く歯が立たなかった。渋谷5ポイント決戦では「明治通り公園」を襲撃。吉田の歯に懸賞金を懸けて椿と共に吉田を襲うが返り討ちにあう。
厭根組代理戦争の「カオス」代表決めの乱闘に参加するも、敗北する。
椿瑛太（つばき えいた）
池袋のバイクチーム「Lolita（ロリータ）」の頭で、池袋三羽烏の一人。胸元に三つの星が入ったツナギを着ている。渋谷十二鬼衆たちよりも下の世代で北とともに売り出し中の「ブクロの超新星」。
相手を仲間に抑えさせてからの踵落としや、ビッグスクーターをぶつけるなど勝つためには手段を選ばない喧嘩スタイル。吉田の腕挫十字固を自分の腕の骨を折って抜け出すなど根性がすわっている。
黒澤の指示で渋谷に侵攻した際「藤村新太郎」と交戦し、吉田との戦いで左腕を負傷する。渋谷5ポイント決戦では「明治通り公園」を襲撃。因縁の相手である吉田に挑むが敗北。
厭根組代理戦争の「カオス」代表決めの乱闘に参加するも、敗北する。
岡崎一郎（おかざき いちろう）
池袋のチーム「梟（Fuck Low）」の初代総長で、池袋三羽烏の一人。通称「イチロー」。長髪パーマをカチューシャで束ねている。渋谷十二鬼衆たちよりも下の世代にあたる。
地元では両親を殺したと噂されるほど悪名高いが、性格は実直で明るく自称「ただのケンカ好き」。池袋で名の売れた不良を次々に狩ってきた自他ともに認める「スーパースター」。必殺技は頭突きで、北・椿と異なりタイマンを好む。幼い弟妹を3人抱え、貧乏な生活を送っているが、金にはけっしてなびかず、「ZERO」の幹部に懸かった懸賞金にも興味を示さない。喧嘩の実力と世の中への憎悪の感情を黒澤は高く評価しており、自分の後継者と位置づけ、岡崎の父が残した借金300万円（利子含め400万円）を肩代わりする（その際イチローに付きまとう借金取りに制裁を加え関係を断ち切らせている）など、度々面倒を見ている。岡崎も自分や弟たちの窮地を幾度も救ってくれた黒澤に恩義を感じている。
痴漢の容疑で拘置所に入れられていたが、渋谷5ポイント決戦の夜に釈放。その直後同時に釈放された寺を得意技の頭突きで破り、「神南渋谷村ホール」を襲撃。そこでも神波多と鮫島から、頭突きで続けざまにダウンを奪うなど、噂に違わぬ実力を見せつける。不意打ちのカウンターで鮫島を倒すが、その殺気に圧倒された自分を認め、居合わせた黒澤に撤収を進言。その際「梟」を解散し、新たに「黒澤親衛隊」を結成することを宣言する。
厭根組代理戦争の「カオス」代表決めの乱闘に参加するも、敗北する。

#### 新宿
神堂園マサト（かみどうその マサト）
「カオス」でNo.2とされた三人の一人。コーンロウの髪型で巨躯、目の横にタトゥーを入れている。「カオス」最強と謳われた男で、「カオスの守護神」とあだ名された。黒澤、鬼丸と同様に“神堂園派”と言われる派閥を率いていたが、「カオス」壊滅後に行方不明となり、神堂園派は消滅。
新宿に拠点を移しており、五十嵐に発見される。黒澤の依頼で厭根組代理戦争への参加を決める。黒澤とともに来店した飲食店を生むをも言わせず貸切る、借金を繰り返しては借金取りを返り討ちにし返済しないなど、性格は暴君そのもの。
代理戦争では４番手として同じ美玉中学出身の鮫島と対戦、一時圧倒するも市川の檄により復活した鮫島にのハイキックに倒れる。
蜂谷リョウ（はちや リョウ）
「新宿の暴れ蜂」。その名の通り、ツートンカラーのヘアスタイル。立ち技系格闘技の有力選手であったが、スリルのある喧嘩を求めて地下格闘技に潜った。スピードとテクニックが一級品。
厭根組代理戦争では「カオス」の一番手として登場し、江田に勝利する。
関正章（せき まさあき）
体重100キロを超す「新宿重戦車」。巨体を生かしたパワフルな喧嘩が持ち味。
厭根組代理戦争では「カオス」の二番手として登場し、神波多と対戦し勝利する。

#### 過去
回想シーンなど主に過去編に登場したギャング。
澤野雫（さわの しずく）
「ZERO」の元メンバー。武闘派が揃う「ZERO」メンバーの中で唯一不良ではなく喧嘩も弱いが、正義感が強い少年。藤村曰く「俺らの中でもいちばん強い男」。
渋谷でチーマーにカツアゲされているところに偶然通りかかった桐生と藤村に出会ったことが切っ掛けで親交が深まり「ZERO」に入る。その優しさや自身の夢に対して努力を続ける姿は桐生・藤村の精神的な支えとなっていた。
カオス残党に麻薬を食わされて死亡。その売人を半殺しにしたため、藤村は少年院に入ることになった。
大の音楽好きで渋谷でレコード店を開くのが夢だった。
柿沢周太郎（かきざわ しゅうたろう）
元「キラーG」の頭で丈太郎の兄。「カオス」全盛だった頃の渋谷において指折りの実力者だった。敵対していた「カオス」の兵隊に追われた際、トラックに衝突し死亡。
三鷹雅史（みたか まさし）
元「カオス」のメンバーで黒澤派の幹部。神波多の回想シーンにて登場。池田博美を拉致し「渋谷ENVY」の鮫島を殺害しようとするが、神波多と「ZERO」の桐生、藤村の抵抗で失敗に終わる。
海老塚（えびづか）
元「カオス」のメンバーで黒澤派の幹部。烏丸の回想シーンにて登場。クラブで絡んできた「神南警備隊」3名にリンチを加えたが、後に烏丸の闇討ちに遭う。

### ヤクザ
厭根崇（あくね たかし）
双頭会系直参厭根組三代目組長。白髪で髭を蓄えている。雅という名の幼稚園に通う孫がいる。
暴力団の組長でありながら、麻薬の売買を極端に嫌っている。また渋谷の街に深い愛着を持っており、街の犯罪者たちの取締を望んでいる。
幹部も詳細を知らない謎の巨大プロジェクト（カジノ合法化を見越したカジノ複合施設の建設）を推進しており、完成した後引退すると宣言している。
末期ガンに冒されており、「ZERO」が自警団としての活動を始めてまもなく、吐血し入院。病床で組の未来を桐生ら「ZERO」の不良少年たちに託そうとする考えを打ち明け、桐生の後見役である武藤を四代目に指名するが、その桐生が狙撃され昏睡状態に陥ったことで、指名の撤回を余儀なくされる。
武藤裕次郎（むとう ゆうじろう）
厭根組若頭補佐・武藤組組長である武闘派ヤクザ。巨軀でありバイセクシャルを臭わせる。
圧倒的な暴力や恐喝、裏取引で渋谷における厭根組のシノギを拡大してきた。厭根組きっての実力者であり、若頭補佐でありながら組内から四代目を望む声も多いが、それ故若頭の土熊とは対立関係にある。
自警団により渋谷を取り締まるという三代目の意向を受けて桐生と接触し、渋谷の不良統一を命じ、それと並行し大金を渡して麻薬の売人を取り仕切っているブレーンの搜索を依頼する。
「ZERO」と「バビロン」・池袋勢が全面衝突した晩に渋谷のホテルで桐生と会談。渋谷へ池袋の不良が侵攻している事態に対して不快感を示し、桐生本人が抗争に参加することを禁止する。
厭根により後継者に直々に指名されるも、異議を唱えた土熊と代理決戦を提案。「ZERO」側を自分の代表として提示した。
しかしその彼こそが麻薬の売人を取り仕切っているブレーンであり、なおかつ桐生を銃撃するように指示した張本人。そしてその素性は、当時新太郎や桐生が素性を掴むことすらできなかった、黒澤たちを率いていた「カオス」の元No.1である。
山田辰郎（やまだ たつろう）
武藤組の部屋住み。武藤の仕掛けた策にはまり、桐生狙撃の実行犯となる。現場を目撃したトオルを殺害しようとするが、藤村に捕まり全てを自白する。
土熊康介（つちぐま こうすけ）
厭根組若頭・土熊組組長であるヤクザ。全身に刺青を彫っている。テニススクールに通っている。
不動産やITなど様々な分野に手を広げ、厭根組の財政を支えている。普段は笑みをたたえ、口調も丁寧であるが、時折凄みのある表情で相手を恫喝する。次期組長候補であり、若頭補佐でありながら組長を伺う武藤と仲が悪い。
武藤が厭根本人により後継者に指名されたことから狼狽えるも、武藤の継承に異議を唱え代理決戦を受理。元「カオス」側を代表として提示した。
松橋テル（まつはし テル）
厭根組顧問・土熊組若頭補佐であるヤクザ。まだ若くメガネをかけている。
一流大学卒の明晰な頭脳を生かし、IT系・ファンド系のフロント企業や人材派遣事業を行っている、いわゆるインテリヤクザ。その実力を買われ、土熊によって厭根組の幹部にまで抜擢されているが、武藤からは快く思われていない。
古蛾千里（ふるが ちさと）
厭根組若頭補佐・古蛾組組長であるヤクザ。痩身。土熊や武藤よりも年長。
警察・芸能・マスコミを使って「ヤクザの政治」をこなしてきた厭根組の重鎮。三代目組長とは兄弟盃を交わした仲。体調を崩しがちで入退院を繰り返している。四代目への欲目は出さず、土熊と武藤の対立を懸念している。

### その他
杉浦トオル（すぎうら トオル）
藤村が居候して働いていた花屋の息子。16歳。
父親の存在を知らない影響からか絶対的強さを求めて「ナダレ」に入る。しかし本当の意味でのメンバーではなく九条や市川らからパシリ的扱いを受けていた。
「ナダレ」のメンバーに追い込まれたトオルだが藤村に助けてもらったことにより改心、チームを辞めることを決意。それ以来藤村を慕う。
桐生狙撃の現場に偶然居合わせてしまい、以後犯人からの報復に怯える日々を送る。
藤村の励ましに背を押され、働き始めたその日に犯人の山田に襲われるが、藤村が間一髪で駆け付けたため、命拾いをする。
藤村出所の際には店長になっており、結婚し子どもも生まれていた。
トオルの母
「FLOWERすぎうら」の店長。藤村にとって、家族同然に自分を迎えてくれた恩人でもある。
響子（きょうこ）
桐生の彼女で、藤村を含め「ZERO」のメンバーとも仲間同士。
渋谷制覇宣言以降、桐生とは距離を置くようになった。
如月エリカ（きさらぎ エリカ）
キャバクラのママ。突如藤村の前に現れ「桐生が渋谷統一を達成した時、彼は殺される」と告げ、助けを求める。
地方出身だったが、厭根の目にとまったことから、若くして自分の店を持つまでになる。厭根が武藤という男を見定めるために、武藤の愛人に仕向けた。
安藤（あんどう）
雫の墓がある渋谷の寺の住職で藤村の良き理解者。ヤクザのような風貌をしている。渋谷の裏事情に詳しい。
池田博美（いけだ ひろみ）
鮫島・神波多の美玉中学時代の友人。鮫島と付き合い妊娠するが、「渋谷ENVY」と「カオス」の抗争に巻き込まれ死亡。
岡崎イサム（おかざき イサム）
一郎の末弟。借金取りの金井に誘拐されてしまうが黒澤に助けられる。
金井（かない）
金融屋の息子。かつて年下の岡崎に喧嘩で敗れたことを根に持ち、彼の親が残した借金の取立てを執拗に行う。岡崎が支払いを拒否すると、イサムを誘拐して脅迫するが、黒澤に叩きのめされる。
ケンタ
不良青年。小学生の従兄弟の頼みで、岡崎家の弟妹に暴力を振るうが、黒澤の制裁を受ける。
二階堂進（にかいどう すすむ）
警視庁所属。カジノ建設の件で、土熊と接触する。
雁野英明（がんの ひであき）
元不良。かつて悪事を働いた際に、桐生と藤村から制裁を受け、右側頭部に傷を負う。その後甘城運送で働き始め、現在は雁野通運を立ち上げ社長を務めている。
桐生狙撃犯の手がかりを求めて訪れた藤村を歓迎し、ハーレーを紹介する。
ハーレー
浮浪者。渋谷の裏事情に精通している。若者の間にドラッグが蔓延している現状を藤村に話す。

## チーム

### 渋谷のチーム
藤村新太郎
構成人数1名。藤村新太郎が渋谷の抗争を止めるために旗揚げしたチーム。後に吉田・江田・神波多の3名が加入。
ZERO
構成人数6名。拠点は宇田川。「沈黙の戦艦」と呼ばれる、桐生を頭とした少数精鋭の渋谷最強のチーム。中学生の頃に藤村と桐生が「カオス」を中心に無法地帯となっていた渋谷をクソ共のいない元の平和な「ゼロ」に戻す目的で結成し、後に柿沢・乾・神波多・江田・前田が加入。「無敗が鉄則」「タイマンで負けたら脱退」の厳しい掟がある。藤村は「カオス」壊滅後に脱退。
「カオス」を壊滅させた後は、トップのチームを作らないという考えのもと渋谷の治安維持を担っていた。しかし桐生が突如「渋谷統一」を宣言し、他のチームへの攻撃を開始。「バビロン」と「紅蓮」の一部を除く渋谷のチームを統一し、構成人数130人を超える大規模なチームとなる。新たに烏丸と寺が幹部として加入する一方、藤村に共鳴した神波多と江田が脱退。
雪崩
構成人数30名。拠点は多摩のゴルフ場。九条を頭とした白色がイメージのカラーギャング。数は多いが渋谷では弱小の部類に入るチームで「渋谷が平和だったから成立していたチーム」と言われる。江田の特攻を受けた後「ZERO」に降伏。
マーダーコープ
構成人数13名。拠点は宮下公園。吉田を頭としたスキンヘッドが特徴の喧嘩屋チーム。吉田が柿沢にタイマンで敗れ「ZERO」に吸収された。
紅蓮
構成人数40名。拠点は道玄坂。鮫島が頭で本筋は走り屋系のチーム。鮫島が頭になったことにより渋谷でも屈指の武闘派チームに育った。現在は「ZERO」の襲撃により数名しか残っていない。
神南警備隊
構成人数30名。拠点は神南。烏丸を頭とした愚連隊系のチーム。渋谷連合壊滅後「ZERO」に吸収された。
バトルアックス
構成人数25名。拠点は桜ヶ丘。寺を頭とした走り屋系のチーム。渋谷連合壊滅後「ZERO」に吸収された。
バビロン
構成人数20名。拠点は神泉。鬼丸を頭としたチーム。メンバーのほとんどが「カオス」出身で、その凶悪性は健在。鬼丸と親衛隊以外のメンバーはドクロのマスクを着用している。黒澤との共闘を決めた後、鬼丸の指示で兼光・飛田・悪岩がそれぞれ兵隊を集めて巨大化した。
渋谷連合
構成人数約90名。打倒「ZERO」のために結成された「紅蓮」「神南警備隊」「バトルアックス」の3チームから構成されるチーム。三つ巴の戦いに勝利した鮫島が初代頭となる。市川が「ZERO」狩りの陣頭指揮を執り、「ZERO」にダメージを与える。後に寺率いる「バトルアックス」の反乱と「ZERO」の襲撃により壊滅。
渋谷義勇軍
構成人数2名。美玉中の戦いで窮地に陥った藤村を救うため、吉田と江田が結成。「渋谷連合」の幹部と勝ち抜きタイマンを行う。後日二人が「藤村新太郎」に正式加入したため、解散。

### 池袋のチーム
乱乱
構成人数不明。拠点は池袋。黒澤傘下で、北ミズキを頭とした高校生中心の恐喝チーム。皆ブレザーを着ている。
Lolita
構成人数不明。拠点は池袋。黒澤傘下で、椿瑛太を頭とした高校生年代中心らしき池袋のチーム。頭の椿以外は豹柄のツナギを着ている。
梟
構成人数不明。拠点は池袋。黒澤傘下で、岡崎一郎を頭とした高校生年代中心らしき池袋のチーム。

### 解散したチーム
カオス
かつて渋谷に君臨し、暴虐と外道の限りを尽くして渋谷を恐怖のどん底に陥れていた最大最凶のチーム。その悪名は渋谷のみならず全国にも轟いていた。構成人数は不明だが、「TOKYO NOIR」「爆夜行」「CANDY CANDY」などのチームを従え、さらにその下にも下部組織がおり、末端を含めれば1000人は超えていたと噂される極めて大規模なチームであった。
「カオス」にはNo.2とされた三人の男がおり、実質その三人が「カオス」を纏めていた。事実上のトップとされた黒澤修二率いる黒澤派、カオス最強と謳われた神堂園マサト率いる神堂園派、鬼丸仁率いる独立した特攻隊の三大派閥に分かれていて、「カオス」のメンバー全員がこの三人の誰かの下に属していた。
「ZERO」に敗れ解散。しかし当時藤村や桐生たちはNo.1の素性については何も掴めず、唯一「解散後ヤクザになった」という噂を聞いただけであった。
キラーG
構成人数不明。柿沢周太郎が頭を務めていた。少数ながら当時最大勢力だった「カオス」に堂々と喧嘩を売っていた。しかし「カオス」との抗争の際に、柿沢が事故死。解散した。
渋谷ENVY
構成人数2名。美玉中時代に鮫島と神波多が結成した。渋谷に繰り出し、「カオス」の下部組織にゲリラ戦を挑むが、抗争に巻き込まれて鮫島の彼女である博美が死亡。二人は仲違いし解散。

## 劇中の用語
渋谷十二鬼衆
渋谷中の不良の中でも喧嘩が強く、誰もがトップになれる器の12人のことを総称する呼び名。藤村新太郎、桐生達也、乾健司、神波多直人、柿沢丈太郎、前田良騎、江田昭二、吉田薫、鮫島正平、烏丸テツヤ、寺恵一、鬼丸仁を指す。
鬼丸親衛隊
「バビロン」の幹部で、兼光英斗、悪岩アキ、飛田剣、五十嵐瞬の4人がいる。喧嘩の実力は渋谷十二鬼衆に引けを取らない。
池袋三羽烏
池袋の3チームそれぞれの頭、「乱乱」の北ミズキ、「Lolita」の椿瑛太、「梟」の岡崎一郎の3人のことを指す。
厭根組
渋谷の風俗・闇金関係を取り仕切っている双頭会系直参の暴力団。構成人数150人、企業舎弟などを含めると500人を超える。渋谷最大の暴力団だが三代目組長の意向で、渋谷での麻薬の売買を固く禁止している。現在三代目が引退を決め、若頭の土熊と若頭補佐の武藤との間での跡目争い勃発が懸念されている。

## 書誌情報
- 山本隆一郎 『サムライソルジャー』 集英社〈ヤングジャンプ・コミックス〉、既刊26巻（2014年3月19日現在）

| 巻数   | 発売日（奥付発行日）       | 図書コード         | サブタイトル       | 表紙                     | 備考               |
| ------ | -------------------------- | ------------------ | ------------------ | ------------------------ | ------------------ |
| 第1巻  | 2008年8月18日（8月23日）   | ISBN 9784088774879 | 渋谷の凶竜         | 藤村新太郎               |                    |
| 第2巻  | 2008年10月18日（10月23日） | ISBN 9784088775401 | 渋谷十二鬼衆       | 藤村新太郎               |                    |
| 第3巻  | 2009年1月19日（1月24日）   | ISBN 9784088775821 | 開戦前夜           | 藤村新太郎               |                    |
| 第4巻  | 2009年3月20日（3月25日）   | ISBN 9784088776248 | 特攻機の美学       | 桐生達也                 |                    |
| 第5巻  | 2009年6月19日（6月24日）   | ISBN 9784088776651 | 猛獣たちの夜       | 鮫島正平                 |                    |
| 第6巻  | 2009年9月18日（9月23日）   | ISBN 9784088777160 | 修羅場の咆哮       | 藤村新太郎               |                    |
| 第7巻  | 2009年12月18日（12月23日） | ISBN 9784088777726 | 唯我独尊           | 市川佑介                 |                    |
| 第8巻  | 2010年3月19日（3月24日）   | ISBN 9784088778211 | ニコイチ           | 藤村新太郎（中学時代）   |                    |
| 第9巻  | 2010年4月19日（4月24日）   | ISBN 9784088778419 | 渋谷義勇軍         | 吉田薫                   | 『吉田薫外伝』収録 |
| 第10巻 | 2010年8月19日（8月24日）   | ISBN 9784088790091 | 真夜中の曇天       | 烏丸テツヤ               |                    |
| 第11巻 | 2010年11月19日（11月24日） | ISBN 9784088790589 | 勝利宣言           | 寺恵一                   |                    |
| 第12巻 | 2011年2月18日（2月23日）   | ISBN 9784088791050 | 電光石火           | 乾健司                   |                    |
| 第13巻 | 2011年5月19日（5月24日）   | ISBN 9784088791449 | 帝国の復活         | 乾健司                   |                    |
| 第14巻 | 2011年8月19日（8月24日）   | ISBN 9784088791883 | 暴狼の挑戦         | 乾健司（中学時代）       |                    |
| 第15巻 | 2011年11月18日（11月23日） | ISBN 9784088792255 | 悪の協奏           | 鬼丸仁                   |                    |
| 第16巻 | 2012年2月17日（2月22日）   | ISBN 9784088792675 | 不良のエリート     | 烏丸テツヤ               |                    |
| 第17巻 | 2012年4月19日（4月24日）   | ISBN 9784088793191 | 悪魔の晩餐         | 黒澤修二                 |                    |
| 第18巻 | 2012年4月19日（4月24日）   | ISBN 9784088793207 | スーパースター     | 岡崎一郎                 |                    |
| 第19巻 | 2012年7月19日（7月24日）   | ISBN 9784088793764 | 渋谷炎上           | 前田良騎                 |                    |
| 第20巻 | 2012年10月19日（10月24日） | ISBN 9784088794310 | 暁の決着           | 藤村新太郎               |                    |
| 第21巻 | 2013年1月18日（1月23日）   | ISBN 9784088795027 | 現代のサムライ     | 桐生達也                 |                    |
| 第22巻 | 2013年4月19日（4月24日）   | ISBN 9784088795515 | サムライソルジャー | 武藤裕次郎               |                    |
| 第23巻 | 2013年7月19日（7月24日）   | ISBN 9784088796109 | 永遠の別れ         | 土熊康介                 |                    |
| 第24巻 | 2013年10月18日（10月23日） | ISBN 9784088796642 | 代理戦争           | 厭根崇                   |                    |
| 第25巻 | 2014年1月17日（1月22日）   | ISBN 9784088797410 | 開幕戦             | 藤村新太郎               |                    |
| 第26巻 | 2014年3月19日（3月24日）   | ISBN 9784088797731 | 不良の歓楽街       | 武藤裕次郎（カオス時代） |                    |
| 第27巻 | 2014年5月19日（5月24日）   | ISBN 9784088798219 | 永遠の『ZERO』     | 藤村新太郎               |                    |